# Travis Glover
Travis Centel Glover Jr. (Vienna, 17 agosto 2000) è un giocatore di football americano statunitense che milita nel ruolo di offensive tackle per i Green Bay Packers della National Football League (NFL).

## Carriera

### Green Bay Packers
Al college Glover giocò a football all'Università statale della Georgia, venendo inserito nella formazione ideale della Sun Belt Conference nel 2023. Fu scelto nel corso del sesto giro (202º assoluto) del Draft NFL 2024 dai Green Bay Packers. Debuttò come professionista subentrando nella gara della gara della settimana 12 vinta contro i San Francisco 49ers.